# Ayakha Melithafa
Ayakha Melithafa (Eerste River, Ciudad del Cabo; c. 2001/2002) es una activista medioambiental sudafricana.

## Trayectoria
Melithafa es de Eerste River, Western Cape, un suburbio de Ciudad de Cabo. Es estudiante en el Centro de Ciencia y Tecnología en Khayelitsha.
Fue una de los 16 niños, incluidos Greta Thunberg, Alexandria Villaseñor, Carl Smith y Catarina Lorenzo, que presentaron una denuncia ante el Comité de los Derechos del Niño de las Naciones Unidas por no abordar adecuadamente la crisis climática.
Melithafa también contribuyó a la iniciativa YouLead del Proyecto 90 para 2030, una organización sudafricana comprometida con una reducción del 90 % del carbono para 2030. Fue reclutada por Ruby Sampson en marzo de 2019 para unirse al equipo de portavoces de la juventud de la Alianza Climática Africana, donde tuvo oportunidades para hacer presentaciones, asistir a conferencias y otros eventos de acción climática. También trabaja como oficial de reclutamiento para la Alianza Climática Africana.

En particular, Melithafa aboga por la inclusión de diversas voces en el activismo climático:  
"Es muy importante que los pobres y las personas de color vayan a estas protestas y marchas porque son los que más sienten la ira del cambio climático. Es importante para ellos tener voz, para que su voz y sus demandas sean escuchadas." --- Ayakha Melithafa